# Karsno
Karsno [ˈkarsnɔ] (tiếng Đức: Karsbaum) là một ngôi làng thuộc khu hành chính của Gmina Czaplinek, thuộc quận Drawsko, West Pomeranian Voivodeship, ở phía tây bắc Ba Lan. Nó nằm khoảng 5 kilômét (3 mi) về phía đông bắc của Czaplinek, 34 km (21 mi) về phía đông của Drawsko Pomorskie và 115 km (71 mi) về phía đông của thủ đô khu vực Szczecin.
Trước 1772, khu vực này là một phần của Vương quốc Ba Lan, 1772-1945 Phổ và Đức. Để biết thêm về lịch sử của nó, xem Hạt Drahim và Lịch sử của Pomerania.
Ngôi làng có dân số 200 người.